# Centaurea jankae
Centaurea jankae là một loài thực vật có hoa trong họ Cúc. Loài này được Brândză mô tả khoa học đầu tiên năm 1884.